# (471318) 2011 JF31
(471318) 2011 JF31, também escrito como (471318) 2011 JF31, é um objeto transnetuniano que está localizado no Cinturão de Kuiper, uma região do Sistema Solar. Ele possui uma magnitude absoluta de 5,3 e tem um diâmetro estimado de cerca de 383 km. O astrônomo Mike Brown lista este corpo celeste em sua página na internet como um candidato a possível planeta anão.

## Descoberta
(471318) 2011 JF31 foi descoberto no dia 3 de maio de 2011.

## Órbita
A órbita de (471318) 2011 JF31 tem uma excentricidade de 0,128 e possui um semieixo maior de 41,471 UA. O seu periélio leva o mesmo a uma distância de 36,144 UA em relação ao Sol e seu afélio a 46,798 UA.